# Centris nobilis
Centris nobilis là một loài Hymenoptera trong họ Apidae. Loài này được Westwood mô tả khoa học năm 1840.